# Lygophis anomalus
Lygophis anomalus — вид змій родини полозових (Colubridae). Мешкає в Південній Америці.

## Поширення і екологія
Lygophis anomalus мешкають в східній і центральній Аргентині, в Уругваї та в штаті Ріу-Гранді-ду-Сул на півдні Бразилії, а також спостерігалися на півдні Парагваю. Вони живуть в пампі та в степах аргентинського еспіналю, трапляються на вологих луках на берегах водойм. Живляться переважно амфібіями, відкладають яйця.